# Landkreis Eichsfeld
Landkreis Eichsfeld is een Landkreis in de Duitse deelstaat Thüringen. De Landkreis telt 99.463 inwoners (31 december 2020) op een oppervlakte van 939,82 km². Kreisstadt is de stad Heilbad Heiligenstadt.

## Geschiedenis
Zie vorstendom Eichsfeld

## Steden en gemeenten
De volgende steden en gemeenten liggen in Eichsfeld (inwoners op 30-06-2006):
Eenheidsgemeenten
1. Heilbad Heiligenstadt, stad (17.194)
2. Leinefelde-Worbis, stad (20.570)

Landgemeinden
1. Am Ohmberg
2. Sonnenstein

Verwaltungsgemeinschaften
* = Bestuurscentrum van de verwaltungsgemeinschaft
| 1. Verwaltungsgemeinschaft Dingelstädt 1. Dingelstädt, stad * (4.811) 2. Helmsdorf (568) 3. Kallmerode (610) 4. Kefferhausen (787) 5. Kreuzebra (816) 6. Silberhausen (696) 2. Verwaltungsgemeinschaft Eichsfelder Kessel 1. Deuna (1.053) 2. Gerterode (412) 3. Hausen (462) 4. Kleinbartloff (472) 5. Niederorschel * (3.408) 3. Verwaltungsgemeinschaft Eichsfeld-Wipperaue 1. Breitenworbis * (2.302) 2. Buhla (610) 3. Gernrode (1.682) 4. Haynrode (719) 5. Kirchworbis (1.476) 4. Verwaltungsgemeinschaft Ershausen/Geismar 1. Bernterode (Heilbad Heiligenstadt) (238) 2. Dieterode (100) 3. Geismar (Eichsfeld) (1.262) 4. Kella (569) 5. Krombach (213) 6. Pfaffschwende (368) 7. Schimberg * (2.402) 8. Schwobfeld (108) 9. Sickerode (164) 10. Volkerode (262) 11. Wiesenfeld (270) 5. Verwaltungsgemeinschaft Hanstein-Rusteberg 1. Arenshausen (1.037) 2. Bornhagen (311) 3. Burgwalde (253) 4. Freienhagen (321) 5. Fretterode (182) 6. Gerbershausen (676) 7. Hohengandern * (551) 8. Kirchgandern (623) 9. Lindewerra (263) 10. Marth (365) 11. Rohrberg (254) 12. Rustenfelde (510) 13. Schachtebich (261) 14. Wahlhausen (333) | 6. Verwaltungsgemeinschaft Leinetal 1. Bodenrode-Westhausen * (1.197) 2. Geisleden (1.114) 3. Glasehausen (191) 4. Heuthen (800) 5. Hohes Kreuz (1.403) 6. Reinholterode (820) 7. Steinbach (574) 8. Wingerode (1.277) 7. Verwaltungsgemeinschaft Lindenberg/Eichsfeld 1. Berlingerode (1.273) 2. Brehme (1.169) 3. Ecklingerode (823) 4. Ferna (594) 5. Hundeshagen (1.262) 6. Tastungen (270) 7. Teistungen * (2.553) 8. Wehnde (394) 8. Verwaltungsgemeinschaft Uder 1. Asbach-Sickenberg (120) 2. Birkenfelde (593) 3. Dietzenrode-Vatterode (141) 4. Eichstruth (87) 5. Lenterode (313) 6. Lutter (733) 7. Mackenrode (395) 8. Röhrig (265) 9. Schönhagen (143) 10. Steinheuterode (285) 11. Thalwenden (367) 12. Uder * (2.537) 13. Wüstheuterode (656) 9. Verwaltungsgemeinschaft Westerwald-Obereichsfeld 1. Büttstedt (984) 2. Effelder (1.350) 3. Großbartloff (1.005) 4. Küllstedt * (1.573) 5. Wachstedt (570) |

## Demografie
| Peildatum             | 31.12.2009 | 31.12.2010 | 31.12.2011 | 31.12.2012 | 31.12.2013 | 31.12.2014 | 31.12.2015 | 31.12.2016 | 31.12.2017 | 31.12.2018 |            |
| --------------------- | ---------- | ---------- | ---------- | ---------- | ---------- | ---------- | ---------- | ---------- | ---------- | ---------- | ---------- |
| Inwoners              | 106.052    | 105.195    | 101.906    | 101.312    | 100.951    | 100.730    | 101.325    | 101.033    | 100.645    | 100.380    |            |
| Buitenlanders         | 1.191      | 1.237      | 886        | 968        | 1.189      | 1.543      | 2.620      | 3.017      | 3.274      | 3.505      |            |
| Aandeel buitenlanders | 1,1%       | 1,2%       | 0,9%       | 1,0%       | 1,2%       | 1,5%       | 2,6%       | 3,0%       | 3,3%       | 3,5%       |            |
| Peildatum             | 31.12.1998 | 31.12.1999 | 31.12.2000 | 31.12.2001 | 31.12.2002 | 31.12.2003 | 31.12.2004 | 31.12.2005 | 31.12.2006 | 31.12.2007 | 31.12.2008 |
| Inwoners              | 115.379    | 114.718    | 114.109    | 113.427    | 112.498    | 111.455    | 110.843    | 109.999    | 108.883    | 107.924    | 106.937    |
| Buitenlanders         | 1.347      | 1.340      | 1.327      | 1.395      | 1.396      | 1.290      | 1.356      | 1.303      | 1.222      | 1.201      | 1.205      |
| Aandeel buitenlanders | 1,2%       | 1,2%       | 1,2%       | 1,2%       | 1,2%       | 1,2%       | 1,2%       | 1,2%       | 1,1%       | 1,1%       | 1,1%       |